# Havelange
Havelange är en kommun i Belgien.   Den ligger i provinsen Namur och regionen Vallonien, i den sydöstra delen av landet, 80 km sydost om huvudstaden Bryssel. Antalet invånare är 5 039.
Omgivningarna runt Havelange är en mosaik av jordbruksmark och naturlig växtlighet. Runt Havelange är det ganska glesbefolkat, med 45 invånare per kvadratkilometer.